# Izdajalec (Lovrenčič)
Avtor drame Izdajalec je Joža J. Lovrenčič. Zgodba se odvija med aprilom leta 1941 in jesenjo leta 1945.

## Osebe
- Dr. Rasto Verin, oče profesor
- Netica, njegova žena
- Rasto, njegov sin, študent
- Nina, Jelka, Rastovi sestri
- Mojca, Rastova zaročenka
- Rastovi prijatelji:
  - Pavlin, Kovač, Velkovrhv, študentje
  - Breznik, bogoslovec
- Jovo, četniški kapetan
- Peter Tominc, sodnik
- Vojaki, partizani, miličniki, občinstvo v sodni dvorani

## Povzetek
Posvečeno spominu mojega očeta in vsem, ki so padli v veri za Boga, kralja in domovino kot vsem onim, katerih geslo je bilo MATI, DOMOVINA, BOG.

### 1. dejanje
Rasto sliši po radiu, da je Nemčija napadla Jugoslavijo. V domoljubju se takoj priglasi k prostovoljcem. Družina je ponosna nanj, čeprav se težko loči od njega.

### 2. dejanje
Po razpadu jugoslovanske vojske Rasto in prijatelji razmišljajo, kaj storiti. Rasto se namerava pridružiti Draži Mihajloviću, a prijatelji ga iz različnih vzrokov pustijo na cedilu: Kovač je komunist, Velkovrh je za Italijane, ker so katoliki, Breznik se kot bogoslovec noče vtikati v politiko, Pavlin se boji, da je za odpor še prezgodaj. Rasto je neomajen, pridružil se bo četnikom, njegovo geslo je: svoboda ali smrt!

### 3. dejanje
Pred četniškim štabom nekje na Notranjskem se po naključju znajde vseh pet nekdanjih prijateljev: Breznik in Pavlin sta domobranca, prišla sta se s četniki dogovorit za medsebojno pomoč. Vojaki pripeljejo dva ujetnika: Velkovrha, ki se vdinja Nemcem kot gestapovec, in partizana Kovača. Rasto prvega z gnusom izpusti, ne mara si mazati rok z njim, drugega povabi na prigrizek, po katerem se vsi, čeprav različnih prepričanj, prijateljsko ločijo.

### 4. dejanje
Pred komunističnim sodiščem sodijo Rastu, Brezniku in Pavlinu. Tožilec je Velkovrh, obtožuje jih izdajalstva, kolaboracionizma, vojnih zločinov; lažne priče potrdijo obtožbo. Branilec Kovač najprej razkrinka Velkovrha in ko hoče ta zbezati iz dvorane, ga ustreli. Vsi trije obtoženci izjavijo, da so nedolžni, a so obsojeni na smrt, saj je sodba že vnaprej pripravljena. Obsojenci kličejo Jugoslaviji (Rasto), Sloveniji (Pavlin) in Kristusu Kralju (Breznik).

### 5. dejanje
Obsojenci se v ječi pripravljajo na smrt, mednje pahnejo Kovača, ki ga po napadu na Velkovrha dolžijo ovaduštva in špijonaže v korist četnikov. Kovač računa, da ga bodo ubili brez sodbe, in obžaluje, da je tako slepo veroval v partizanske »vrednote«. Kmalu pride ponje straža in jih vodi na streljanje. Obsojenci kličejo vsak svoje geslo, Kovač doda: Živeli pravica in svoboda!